# Carol Hanisch
Carol Hanisch, født i Iowa, er en amerikansk forfatter og redaktør.
Hun er stifter af den feministiske bevægelse New York Radical Women af 1967.
Hanisch er uddannet i journalistik ved Drake University. Hun er især kendt for citatet om at 'det personlige er politisk', omend hun senere har sagt, at det var redaktørerne og ikke hende selv, der tilføjede citatet i et notat. 